# HMS Versatile (D32)
«Версатайл» (англ. HMS Versatile (D32) — військовий корабель, ескадрений міноносець «Адміралті» типу «V» Королівського військово-морського флоту Великої Британії за часів Першої та Другої світових війн.
«Версатайл» був закладений 31 січня 1917 року на верфі компанії Hawthorn Leslie and Company у Геббурні. 21 серпня 1917 року він був спущений на воду, а 3 листопада 1917 року увійшов до складу Королівських ВМС Великої Британії.
Есмінець проходив службу у складі британських ВМС у різних флотах та станціях, за часів Другої світової війни брав активну участь у бойових діях на морі, бився у Північній Атлантиці, біля берегів Європи, супроводжував атлантичні транспортні конвої.
За проявлену мужність та стійкість у боях бойовий корабель нагороджений чотирма бойовими відзнаками.

## Історія служби
«Версатайл» прибув на службу в останні місяці Першої світової війни. У 1919 році брав участь у британській кампанії в Балтійському морі проти більшовицьких сил під час Громадянської війни в Росії.
31 травня 1919 року есмінець разом з крейсерами «Клеопатра», «Драгон», «Галатея», есмінцями «Воллес», «Вояджер», «Райнек», «Вівейшос», «Ванесса», «Волкер» та двома підводними човнами, патрулювали поблизу острову Сескар, коли з'явилися більшовицький есмінець та броненосець і два інших невеликі кораблі, що намагалися прорватися крізь мінне поле. В результаті вогневого бою «Волкер» уразив ворожий ескадрений міноносець, більшовицький броненосець вів важкий вогонь по британських кораблях. Здійснивши два залпи російські кораблі відступили на схід.
23 березня 1922 року під час проведення військово-морських навчань флоту поблизу мису Європа затопив унаслідок зіткнення британський підводний човен H42.
Пізніше корабель служив в Атлантичному флоті Королівського ВМФ, поки у 1936 році не був знятий з експлуатації та переведений до резерву у Нор.
У вересні 1939 року, коли Велика Британія вступила у Другу світову війну, «Версатайл» діяв у складі 11-ї флотилії есмінців, і базуючись у Плімуті, забезпечував з іншими кораблями охорону конвоїв на Південно-західних підходах і в Північній Атлантиці. 8 вересня 1939 року разом з есмінцем «Вімі» супроводжував конвой OB 1, а 15 вересня 1939 року «Версатайл», «Вімі» та «Вівейшос» супроводжували конвой OB 5; обидва конвої перевозили війська та озброєння Британського експедиційного корпусу з Британії до Франції. 3 лютого 1940 року він приєднався до есмінців «Брок» і «Вінчелсі» та шлюпа «Енчантресс», які ненадовго супроводжували конвой OG 17F протягом перших годин його подорожі зі Сполученого Королівства до Гібралтару. Також виконував обов'язки з конвоювання транспортів конвою OG 18F, що прямував до Гібралтару, 11 лютого 1940 року зі шлюпами «Бідефорд» і «Лейт». З 12 по 15 лютого 1940 року «Версатайл» приєднався до «Енчантресс», шлюпа «Фолкстон», тральщика «Госсамер» і підводного човна «Отвей» як супровід конвою HG 18F під час останнього етапу його плавання від Гібралтару до Ліверпуля.